# Национальный статистический комитет Республики Беларусь
Национальный статистический комитет Республики Беларусь (Белста́т; бел. Нацыянальны статыстычны камітэт Рэспублікі Беларусь) — республиканский орган государственного управления в области государственной статистики.

## История
В феврале 1919 года на базе Минского губернского статистического бюро (с декабря 1918 года — при Мингубревкоме) был создан Центральный статистический отдел БССР. Вскоре оно было преобразовано в Центральное статистическое бюро Литбел, но через несколько недель прекратило деятельность из-за советско-польской войны. 13 июля 1920 года повторно создано Минское губернское статистическое бюро, которое 23 августа реорганизовано в Центральное статистическое бюро БССР. В 1924 году, в соответствии с Положением о государственной статистике БССР, было образовано Центральное статистическое управление БССР (ЦСУ БССР). В 1930—1948 годах государственная статистика находилась в ведении республиканского, а затем союзного Госплана. После образования ЦСУ СССР его отделение в БССР было преобразовано в Статистическое управление БССР (СУ БССР). 9 марта 1960 года Президиум Верховного Совета БССР преобразовал Статистическое управление БССР в Центральное статистическое управление при Совете Министров БССР, 17 марта 1960 года Совет Министров утвердил новое положение. 11 августа 1978 года Президиум Верховного Совета БССР переименовал Центральное статистическое управление при Совете Министров БССР в Центральное статистическое управление БССР (ЦСУ БССР). 12 августа 1987 года ЦСУ БССР было преобразовано в Государственный комитет БССР по статистике (Госкомстат БССР), 22 февраля 1988 года утверждено новое положение. 16 июля 1990 года законом БССР комитет был переименован в Государственный комитет БССР по статистике и анализу. С сентября 1991 года переименован в Государственный комитет по статистике и анализу Республики Беларусь (по другой версии, в Государственный комитет Республики Беларусь по статистике и анализу).
Указом Президента Республики Беларусь от 23 сентября 1994 года было образовано Министерство статистики и анализа Республики Беларусь, положение о котором было утверждено правительством 18 января 1996 года. Указом Президента Республики Беларусь от 26 августа 2008 года министерство было преобразовано в Национальный статистический комитет Республики Беларусь.

## Деятельность
Белстат и его региональные отделения (главные статистические управления областей и города Минска) занимаются сбором статистической информации от юридических лиц по установленным формам с целью последующей систематизации и анализа.

### Переписи населения
Белстат и его предшественники участвовали в организации и проведении переписей населения:
- Перепись населения СССР 1926 года
- Перепись населения СССР 1937 года
- Перепись населения СССР 1939 года
- Перепись населения СССР 1959 года
- Перепись населения СССР 1970 года
- Перепись населения СССР 1979 года
- Перепись населения СССР 1989 года
- Перепись населения Республики Беларусь 1999 года
- Перепись населения Республики Беларусь 2009 года
- Перепись населения Республики Беларусь 2019 года

В Национальном архиве Республики Беларусь сохранилось около 1,5 тысяч дел с документами о подготовке и проведении переписи 1926 года, включая поселенные списки домохозяев, некоторые личные листки опроса населения и прочая генеалогическая информация. В Национальном архиве также хранятся документы о подготовке, проведении и разработке результатов других переписей населения советского периода, школьных, сельскохозяйственных и иных специализированных переписей, а также управленческая документация и различные статистические сведения, подготовленные Белстатом и его предшественниками.

### Статистические сборники и бюллетени
Белстат регулярно издаёт сборники и бюллетени по различным аспектам экономического и социального развития страны. По состоянию на 2019 год, издаётся 18 сборников, включая сводные ежегодные «Беларусь в цифрах» (справочник, около 70 страниц, издаётся ежегодно в марте) и «Статистический ежегодник Республики Беларусь» (около 490 страниц, издаётся ежегодно в сентябре. Бюллетени по основным вопросам социально-экономического развития публикуются ежемесячно и ежеквартально; по некоторым частным темам бюллетени публикуются ежегодно или не периодично.

## Сокрытие статистических данных
Согласно постановлению Белстата от 24 марта 2023 года №14, некоторые данные теперь могут быть скрыты от широкой общественности по решению самого Белстата, если их раскрытие может причинить вред национальной безопасности, общественному порядку, нравственности, правам и законным интересам юридических и физических лиц.
До 2023 года стала постепенно исчезать открытая статистика по рождаемости и смертности, а также о миграции и количестве пенсионеров в стране. Санкции и ограничения также привели к закрытию информации о внешней торговле, экспорте и импорте некоторых позиций, а также по оттоку кадров из IT-отрасли.